# Sportplatz Waldsportstätten
Der Sportplatz Waldsportstätten ist ein Fußballstadion im niedersächsischen Rehden in der gleichnamigen Samtgemeinde, Landkreis Diepholz.
Die 2001 eingeweihte Spielstätte ist Teil der Rehdener Waldsportstätten und hält für die Besucher 4350 Plätze (350 Sitz- und 4000 Stehplätze) bereit. Es ist die Heimat des Fußballvereins BSV Rehden. Hinter der überdachten Haupttribüne liegt ein Schulsportplatz mit einer Leichtathletikanlage. Des Weiteren verfügt die Anlage über eine Dreifeldsporthalle, die Anfang September 2011 eingeweiht wurde und insgesamt 4,2 Millionen Euro kostete. Die Trainingsplätze, die hinter der Gegen- und Hintertortribüne liegen, werden auch für die Spiele der Jugendmannschaften genutzt. Es existieren ein vom DFB gefördertes Fußball-Kleinfeld, sowie ein Streetballfeld und eine Skateranlage.
Ein erster Umbau des Stadions fand im Jahr 2009 statt. Der BSV Rehden stieg durch einen vierten Platz in der Fußball-Oberliga Niedersachsen 2011/12 in die Regionalliga Nord auf. Um den Anforderungen der Liga zu entsprechen, wurde der Sportplatz noch einmal renoviert. Es entstand auch ein neues Vereinsheim mit V.I.P.-Bereich, das im Mai 2012 eingeweiht wurde.